# モーカー
モーカー（Morcar ）または モールカー（Morcere）、（1087年以降没）とは、11世紀のノーサンブリア伯である。マーシア伯エルフガーの息子であり、マーシア伯を引き継いだエドウィンの兄弟でもある。1066年にノルマンコンクエストでイングランド王国を征服したウィリアム征服王によって解任され、後任にはコプシが任命された。

## ゴドウィン家との対立
モーカーとその兄エドウィンは、ノーサンブリア伯トスティに対する反乱がノーサンブリアで発生した際、反乱勢力を支援しトスティ・ゴドウィンソンを追放した。1065年10月、反乱軍はヨークにてモーカーをノーサンブリア伯に選出した。
モーカーはすぐにバーニシアの民の期待に応えるべく、バンバラ伯オスルフ2世（1041年にノーサンブリア伯シワードに殺害されたバンバラ伯エドウルフ4世の息子）にタイン川以北の統治を委ねた。その後、反乱軍を率いて南下し、ノッティンガム、ダービー、リンカンといった、かつてのデーン人五都市連合の都市の戦士を自軍に加えた。最終的にノーサンプトンで大軍を率いていた兄エドウィンと合流した。そこでハロルド・ゴドウィンソン伯からの和平提案を検討し始め、最終的にオックスフォードで講和交渉が行われた。10月28日、ハロルドはモーカーの伯爵選出を認め、ノーサンブリア伯の地位が正式に承認された。

## 1066年の出来事

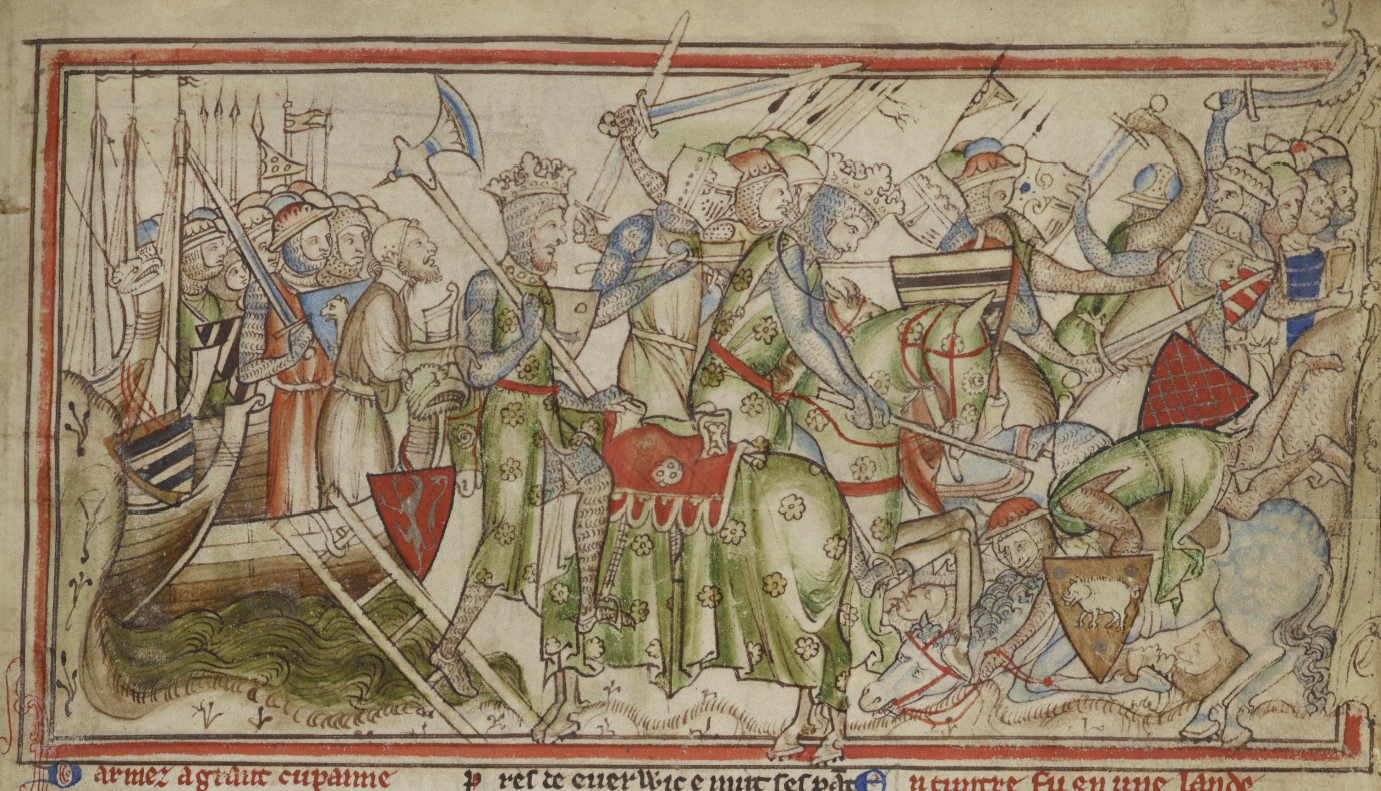
モーカーが指揮を執ったフルフォードの戦い（1066年）
マシュー・パリスの著作『エドワード証聖王の生涯』より

エドワード証聖王の死後、モーカーはハロルド・ゴドウィンソンを支持したが、その統治下の民衆は不満を抱いていた。1066年春、ハロルドはモーカーの支配下にあるヨークを訪れ、和平的手段でこの不満を解消した。同年夏、モーカーは兄エドウィンと共に、マーシア沿岸を襲撃するトスティ・ゴドウィンソンを撃退した。しかし、9月にトスティがノルウェー王ハーラル3世と連携しノーサンブリアへ侵攻を開始したが、モーカーは十分な防衛準備ができていなかった。モーカーはノルウェー軍がヨーク近郊に押し寄せてきてからやっと行動を起こし、兄エドウィンと合流し大軍を率いて出陣し、フルフォードで両軍は激しく激突した。北欧の言い伝えによれば、モーカーは戦闘で目覚しい活躍を見せたものの、サクソン軍は大敗を喫した。
敗北後、ヨークはノルウェー軍に降伏したが、南方でノルマンディー軍の上陸に備えていたハロルド・ゴドウィンソンが急遽北上してノルウェー軍と対峙し、ノルウェー軍に奇襲を仕掛けたことで大勝利を収めた。しかし、この助力にもかかわらず、モーカーとエドウィンはノルマン軍の侵攻に対抗するための軍勢をハロルドに提供しなかった。ヘイスティングズの戦い後、モーカーとエドウィンはロンドンへ到着し、妹エアルドギス（ハロルドの未亡人）をチェスターへ避難させた上で、市民に対し、兄弟のどちらかを王として擁立するよう働きかけた。
彼らは最終的にエドガー・アシリングの即位を支持したが、期待は裏切られ、軍を率いてロンドンを離れ北へ撤退した。彼らはウィリアム征服王が北部まで進軍することはないと考えていた。しかし間もなくして、王位に就いたウィリアムと対峙することとなった。その場所はバーカムステッド、あるいはバーキングであったと考えられている。ウィリアムはこの地で彼らの降伏を受け入れ、人質と贈り物を受け取り、彼らの地位を保証した。征服王はモーカーとエドウィンを伴って1067年にノルマンディーへ帰国し、帰国後も宮廷に留め置いた。

## 失脚と最期
1068年、モーカーとエドウィンはウィリアムの宮廷を離れ、領国へ戻り、ウィリアムに対して反乱を起こした。彼らはイングランド人・ウェールズ人の多くの支持を受け、聖職者、修道士、貧民たちは特に彼らを強く支持した。さらに、反乱の呼びかけが王国の各地へと送られ、広範囲にわたる抵抗が計画された。モーカーの活動は、ヨークが反乱の中心地の一つとして重要な役割を果たしたことから推測できる。しかし、反乱の名目上の指導者はエドガー・アシリングであり、特に新任のノーサンブリア伯ゴスパトリックが支配するバーニシア地方で支持を受けていたと考えられる。
しかし、モーカーとエドウィンは慎重に行動し、あまり大きな危険を冒そうとはしなかった。彼らは軍勢を率いてウォリックへ進軍したが、そこでウィリアム征服王に降伏し、恩赦を受け、再び宮廷に留め置かれた。ウィリアムは彼らを寛大に扱い、彼らが降伏したことで反乱は瓦解した。1071年、モーカー・エドウィン兄弟とウィリアム王との関係に何らかの問題が生じ、ウィリアムは彼らを投獄しようとしたとされるが、兄弟は宮廷から密かに逃亡した。
逃亡後、彼らはしばらく荒野に身を潜めたが、やがて別行動を取ることとなった。モーカーはイーリー島の反乱軍に合流し、最後まで抵抗を続けた。しかし、島が降伏するまでの間、彼はそこに留まり続けた。モーカーは、ウィリアム王が彼を赦免し、忠実な臣下として受け入れるという確約を得た上で降伏したとされる。しかし、ウィリアムは彼をロジャー・ド・ボーモンの監視下に置き、厳しく幽閉した。モーカーはノルマンディーで囚われの身となった。
1087年、ウィリアム1世が死の床に就いた際、彼はモーカーを解放するよう命じた。これは、イングランドとノルマンディーの双方で投獄されていた他の囚人たちにも適用されるものであり、彼らが今後どちらの国でも秩序を乱さないことを誓約するという条件付きでの釈放であった。しかし、モーカーの自由は長くは続かなかった。彼はすぐにウィリアム2世によってイングランドへ連れ戻され、ウィンチェスターに到着するとすぐに再び投獄された。その後の消息は不明であり、獄中で死亡したと考えられている。

## 文献
- この記事はパブリックドメインの辞典本文を含む: Hunt, William (1894). "Morcar". In Lee, Sidney (ed.). Dictionary of National Biography (英語). Vol. 38. London: Smith, Elder & Co.
- Freeman, E. A. ノルマン・コンクエスト and ウィリアム赤顔王 vol. i.

## 関連記事
ドロゴ・ド・ラ・ブーヴリエール：ノルマンコンクエスト後にモーカー伯の旧領の多くを獲得したフラマン人貴族